# ダック・キング
ダック・キング(Duck King)は、SNK（SNKプレイモア）の対戦型格闘ゲーム『餓狼伝説』シリーズに登場する架空の人物。

## キャラクター設定
初代『餓狼伝説』が初登場のダンサー兼ストリートファイター。少年時代はダンサー志望のガキ大将だったが、自分より4歳年下のテリー・ボガードとの喧嘩に敗北したことがきっかけでテリーをライバル視するようになる。テリーに勝つため、ストリートファイトとダンスに励んでいる。
格闘スタイルはダンスの要素を取り入れており、空手やキックボクシングとはかけ離れた、激しく踊るような動きとすばやさを持ち味とした独特のアクションを見せる。モヒカンヘアーとサングラス（作品によってはゴーグル）がトレードマーク。
『餓狼伝説2』では、中間デモにてタン・フー・ルーとともにヴォルフガング・クラウザーに倒されている描写がある。
最初から使用可能となった『餓狼伝説スペシャル』（以下『餓狼SP』と表記）でのステージは、アメリカのベイエリア。ステージ中央では2人のバックダンサーが踊っているが、ラウンド4（エクストララウンド）まで進むと、そのバックダンサーが2人ともヒヨコに変わる。
『餓狼SP』以降はメスのヒヨコ「Pちゃん」（本名・ジュリエッタ）を飼うようになり、Pちゃんはダックのよきパートナーとなっている。『餓狼SP』では、様々な場面での隠し要素としてPちゃんと同じ姿のヒヨコが複数登場することがある（それぞれ異なる本名を持つ）。なお、Pちゃんは「ヒヨコ」という単語が一般的に指す鶏の雛鳥ではなく、アヒルの雛鳥であるが、「ヒヨコ」という呼称はアヒルの雛鳥にも使用される場合があり、間違いではない。『リアルバウト餓狼伝説』（以下『RB』と表記）以降のPちゃんはジュリエッタの子供である4姉妹に代替わりしており、長女・ダイアナ、次女・シンシア、三女・スーザン、四女・ステファニーとなっている（頭の飾り毛の色がそれぞれ違い、ダイアナが青、シンシアが緑、スーザンが赤、ステファニーが紫）。
少年時代にテリーとの戦いに敗れた過去があることから、最初は敵視していたが、のちに友人関係となった。『餓狼伝説3』ではボブ・ウィルソンのエンディングに登場し、パオパオカフェ2号店でテリーとともにホットドッグを食べている。2度目の再参戦を果たした『RB』のエンディングでは、テリーを初めとする他の『餓狼』の登場人物たちと乾杯をしている。
『餓狼伝説 WILD AMBITION』（以下『餓狼WA』と表記）のプレイステーション版では、特定の条件を満たすことで使用可能な隠しキャラクターの1人として登場する。この作品の公式イラストには、モヒカンを降ろし、サングラスは着けずに黒いスーツに青いシャツ、白いネクタイを着用しているものがある。『餓狼WA』のエンディングでは、テリーと握手を交わす場面がある。2014年に稼働したスロット機『餓狼伝説PREMIUM』においても、同様にサングラスを外してモヒカンを降ろし、ストライプスーツに青いシャツ、黄色のネクタイを装着して、テリーの相棒的立場で登場している。
嫌いなものに挙げている「ライジングタックル」はテリーの必殺技の1つで、上昇中は打撃に対して無敵状態となる技である。『餓狼SP』以降のダックは、「ライジングタックル」と同じく無敵状態を持つ技「ブレイクストーム」を身に付けている。
『ザ・キング・オブ・ファイターズ』（以下『KOF』と表記）シリーズでは長らく参戦する機会が無く、背景での出演が目立っていた（『KOF'95』の女性格闘家チームのステージや『KOF'97』の中国ステージ、『KOF2002』のメキシコステージ、『KOF2002UM』のイタリアステージ）。また、大賀一五のアンソロジー漫画では「デラレーズ」と名付けられていた。『KOF2000』では、ジョー・ヒガシのアナザーストライカーとして参戦し、『KOF XI』にて、正式に操作キャラクターとして参戦を果たし、テリーとキム・カッファンがチームメイトになっている。
『餓狼SP』で登場キャラクターを決める際に、初代『餓狼』に登場したダックとリチャード・マイヤのどちらを登場させるかということになったが、ユーザーからの葉書でダックのほうが人気があったため、ダックを入れることになったという。また、開発段階ではあまりに弱く、飛び道具もなかったので動きをすばしっこくすることで対応したとのこと。
『餓狼伝説 City of the Wolves』では、プレイヤーキャラクターとしては登場していないが、サルバトーレ・ガナッチの友人という設定で、彼のストーリーモードに登場する。

## 技の解説

### 通常投げ
ローリングネックスルー
相手を掴んで回転しながら後方に叩きつける。『RB』シリーズでは相手を掴んで空中に舞い上がってから叩きつけるという動きに変更された。
リバースブリーカー / ネオ・リバースブリーカー
空中の相手を捕えてから、圧し掛かるようにして地面に叩きつける。ダックに限らず、『餓狼SP』での空中投げは、相手が空中にさえいれば、いかなる状態でも（たとえ「ブレイクストーム」のような無敵技を出しても）投げを決めることが可能。『RB』シリーズでは技名が「ネオ - 」に変更された。
バックドロップ
スーパーファミコン版（以下SFC版と表記）初代『餓狼伝説』の対戦モードとメガドライブ版（以下MD版と表記）初代『餓狼伝説』でのみ使用する通常投げ。

### 特殊技
スウェーグランドキック
『餓狼SP』での避け攻撃。その場で姿勢を低くして、座り込むようにしながら蹴りを出す。
マッドスピンハンマー
『RB』以降での特殊技。発生は遅いが、しゃがみガード不可の2段攻撃。
ショッキングボール
『RB』にて追加された、ダウン中の相手への追い打ち攻撃。相手の上をダックが転がっていく。

### 必殺技
ヘッドスピンアタック
体を丸めて前方へ体当たりをする技。初期作品では「ヘッドスピン・アタック」とも表記されていた。『餓狼SP』までは膝を抱えて丸まるが、『RB』以降は反って足首を手で掴む形に変わっている。
初登場時は相手に当たった後に別ラインへ跳ね返って着地する技だったが、『餓狼SP』以降はヒット後は若干後方に跳ね返って着地するように変更され、さらに『RB』からは強のみ多段ヒットした後で相手の目の前に降りるようになっている。なお、『餓狼SP』でのこの技は地上判定となっているため、これを出している最中にダウン効果の無い攻撃を食らうと地上でのけぞる。
オーバーヘッドキック
『RB』以降の強「ヘッドスピンアタック」の追加入力で、相手を蹴った反動で後方に着地する。

スピニング・スルー
SFC版初代『餓狼伝説』の対戦モードでのみ使用するコマンド投げ。相手をつかむと、その場で回転して相手を巻き込んでダメージを与える。
キャノンボール・アタック
MD版初代『餓狼伝説』のみの技。放物線を描くように突進する「ヘッドスピンアタック」。
スクリュー・アタック
MD版初代『餓狼伝説』のみの技。テリー・ボガードの「ライジングタックル」のような頭付き技。
フライングスピンアタック
初出は『RB』。空中から前方斜め下へ突進する「ヘッドスピンアタック」。相手に当たらないと地面に激突する。『餓狼WA』ではボタンにより真横に飛ぶものも出せる。
クロスヘッドスピン
初出は『リアルバウト餓狼伝説スペシャル』（以下『RBS』と表記）。ライン移動しながらの「ヘッドスピンアタック」。『リアルバウト餓狼伝説2』（以下『RB2』と表記）ではスウェーラインからでしか出せなくなっている。
ブレイクストーム / ネオ・ブレイクストーム
『餓狼SP』で初登場し、『RB』にて「ネオ - 」に変更された。ブレイクダンスのように地面を転がってから垂直に蹴り上がる技。「ネオ - 」は上昇しつつ踊るように攻撃する。無敵時間に恵まれており、対空技だけでなく連続技にも使用可能。『餓狼SP』では攻撃判定が3回出現する。地上の相手に対するヒット効果は、2段目までの攻撃はのけぞり、3段目の腕の攻撃のヒット効果は、弱は転倒、強は吹き飛びダウンとなる。『KOF XI』でも後者を使用しているが、名称は「ブレイクストーム」のまま。『RB2』ではその場で両脚を左右に上げて蹴った後、追加入力でさらに攻撃する。
なお、『KOF XI』では無敵時間が削除されており、対空に使うのが困難となった。
ブレイクストームキング
『餓狼WA』でのみの技。地上を転がりながら何度も蹴った後に蹴り上がる「ブレイクストーム」のバリエーション。
ダンシングダイブ
初出は『餓狼SP』。前方への飛び膝蹴り。
リバースダイブ
軌道を後方へ急転させて体当たりをする追加入力の奇襲技。

ビートラッシュ
初出は『餓狼SP』。その場で連続攻撃を5発繰り出す。作品によってはフィニッシュ技が連続ヒットしない。『餓狼SP』では攻撃を全段ヒットさせると気絶させることが可能。また、キムの超必殺技「鳳凰脚」も潰すことが可能。
ビートラッシュスター
『餓狼WA』でのみ登場した技。動作中に任意のボタンを押すことで複数のフィニッシュ技に派生できる。
ニードルロー
初登場時から使用しているスライディングキック。『餓狼SP』のみ必殺技という扱い（相手の体力を削る能力は無い）だが、『RB』以降は特殊技扱い。
ダックフェイント / ダックフェイク
初出は『RB』。名前の通りフェイント技。一瞬滞空する空中版と地面を滑って相手の背後に回りこめる地上版がある。空中版からは「フライングスピンアタック」に派生可能で、『KOF XI』ではジャンプ攻撃にも移れる。

### 超必殺技（潜在能力）
ブレイクスパイラル
『餓狼SP』にて追加された。相手を掴んで真上に放り投げ、落ちてきたところに激しいブレイクダンスに巻き込んで弾き飛ばす。有効間合いが非常に広く、相手の攻撃をガード、あるいは回避した直後をはじめ、様々な状況で決めることが可能。独特のコマンドも特徴である。この技をいかに決めるよう立ち回れるかでダックの強さが決まる重要な技。
『餓狼SP』では、相手をブレイクダンスに巻き込んでいる最中に「You an angel baby!」と叫び、『KOF XI』では技名をそのまま発するものに変更されている。
英語の「angel baby」は、「妊娠中に、もしくは出産した直後に死亡した乳児」を指す言葉である。『ALL ABOUT 餓狼伝説スペシャル』では、この台詞「You an angel baby!」を「死んじまえ！」と訳している。
ブレイクスパイラルブラザー
空中限定の投げ技。地面に倒れた相手の上に乗り、自らが高速で回転する。
スパイラルブラザーカスタム
『餓狼WA』のみ登場した技。「ブレイクスパイラルブラザー」と同様の技だが、空中での移動投げとなっている。
クレイジーブラザー
『RB2』のみ登場した技。「ネオ・ブレイクストーム」から「ブレイクスパイラルブラザー」に繋げる追加入力専用技。
ハイバウンドスパイラル
『KOF XI』でのリーダー超必殺技。空中の相手を掴んだまま着地して「ブレイクスパイラル」を行う。
ダックダンス
その場で踊りだす潜在能力。ボタンを押し続けることで踊り続け、踊った時間によって、その後の一定時間の間に専用の技を出せる（下記参照）。
この技自体には攻撃力がなく、モーションそのものが非常に長いために最後まで踊りきるのは非常に困難。ただし、『RB2』や『KOF XI』では攻撃判定があり、『RB2』では出だしがヒットすると相手を気絶させられる。また、『RBS DOMINATED MIND』や『KOF XI』においては、ボタンを押し続ける性質ではなく、すべての専用技を発動可能（前者はさらに効果時間中専用技を1回ずつ出せる）。
ダイビングパニッシャー
「フライングスピンアタック」の強化版。
ローリングパニッシャー
「ヘッドスピンアタック」の強化版。
ダンシングキャリバー
垂直に登っていく「ネオ・ブレイクストーム」の強化版。
ブレイクハリケーン
「ダンシングダイブ」と「ネオ・ブレイクストーム」を連続で繰り出すコンビネーション。
ここまでは「ダックダンス」のある作品すべてで使用可能。
ビートラッシュ
『RBS』で「ダックダンス」を最後まで踊った時のみ使用可能。必殺技の同名の技と異なり、タイミングよく特定のボタンを連続入力するギース・ハワードの「デッドリーレイブ」と同じタイプの乱舞技。フィニッシュは両手パンチで爆発を起こす。
『KOF XI』では「ダックダンス」を踊らずとも使用可能で、フィニッシュも「ブレイクストーム」から空中で両手パンチを決めるものに変更されている。
スーパーポンピングマシーン
『RB2』で「ダックダンス」を最後まで踊った時のみ使用可能。スライディングで転倒させた相手の上に飛び乗ってダンスをしつつ何度も踏みつける。

スペースカウボーイ
『餓狼WA』のオーバードライブパワーの突進技。相手に飛びかかり、相手の体を軸に足元から頭部まで上昇しつつ回転しながら攻撃し跳ね飛ばす。

### ストライカー動作
ウィンドミル
『KOF2000』でのストライカー動作。前述の「ブレイクスパイラル」と同様の蹴りの連打を直接繰り出す。

## 登場ゲーム
- 参戦
  - 餓狼伝説（スーパーファミコンとメガドライブのみ対戦で使用可能）
  - 餓狼伝説スペシャル
  - リアルバウト餓狼伝説
  - リアルバウト餓狼伝説スペシャル
  - リアルバウト餓狼伝説スペシャル DOMINATED MIND
  - リアルバウト餓狼伝説2
  - 餓狼伝説 WILD AMBITION（PlayStation版のみ登場）
  - ザ・キング・オブ・ファイターズ2000（ジョー・ヒガシのアナザーストライカーとして）
  - ザ・キング・オブ・ファイターズXI
- 背景・デモ出演
  - 餓狼伝説2（中間デモ）
  - 餓狼伝説3（ボブ・ウィルソンのエンディング）
  - ザ・キング・オブ・ファイターズ'94（背景出演。以下同じ）
  - ザ・キング・オブ・ファイターズ'95
  - ザ・キング・オブ・ファイターズ'97
  - ザ・キング・オブ・ファイターズ'98
  - ザ・キング・オブ・ファイターズ2002

## 他のメディアでのダック
『コミックボンボン』版の漫画『餓狼伝説』（細井雄二著）では、最初はギースの手下として登場。テリーに敗れた後にビリー・カーンに「役立たず」として殺されそうになったところをテリーの下へ駆け込み、以後は半ば無理矢理テリーの仲間になっている。プレイヤーキャラクターとしては登場していない『餓狼伝説2』でもテリーと行動をともにするが、ほとんど戦力にはなっていない。『餓狼伝説3』ではサウスタウンに残っていたところを復活したギースに倒され、その一報を聞いてテリーがサウスタウンに戻ってくる。以上のように、最後まで重要サブキャラクターとして扱われていた。

## 担当声優
- マイケル・ビアード(Michael Beard)（『餓狼伝説スペシャル』）[12][13]
- 竹田団吾（攻略ビデオ『餓狼伝説スペシャル 〜超絶武闘会〜』）
- コング桑田（下記を除く『リアルバウト餓狼伝説』以降の各種ゲーム）
- 勝杏里（『餓狼伝説 City of the Wolves』）
- 三ツ矢雄二（アニメ映画『餓狼伝説 -THE MOTION PICTURE-』）
- 石川英郎（CDドラマ「電撃CD文庫 餓狼伝説」）
- 西村朋紘（カセットドラマ『バトルファイターズ 餓狼伝説1 ORIGINAL SOUND SPECIAL』）

## 関連人物
- テリー・ボガード - ライバルにして友人、『KOF XI』でのチームメイト
- キム・カッファン - 知り合い、『KOF XI』でのチームメイト
- サルバトーレ・ガナッチ - 友人、実在の人物